# Junior Ndiaye
Pour les articles homonymes, voir N'Diaye.
Junior Ndiaye, né le 29 mars 2005 à Dubaï, est un footballeur émirati qui joue au poste d'avant-centre au Montpellier HSC.

## Biographie
Né à Dubaï, alors que son père — l'ancien footballeur professionnel sénégalais Samba N'Diaye — venait de jouer deux saisons aux Émirats arabes unis, Junior Ndiaye grandit ensuite à Lattes, étant arrivé en France à l'âge de 7 ans.

### Carrière en club
Après avoir passé l'essentiel de sa pré-formation dans un club amateur héraultais, Junior intègre le centre de formation du Montpellier HSC en 2019.
Gravissant rapidement les échelons des équipes de jeunes — où il est régulièrement surclassé — il se retrouve même en équipe réserve alors qu'il vient à peine d'avoir 17 ans, au cours d'une saison 2021-22 qui avait pourtant mal commencé, avec une blessure aux ischios l'ayant maintenu hors des terrains pendant presque toute l'année 2021,.
Il est de retour parmi les éléments de moins de 17 ans les plus prometteurs à l'été 2022,, frappant même aux portes du professionnalisme pour la saison suivante.

### Carrière en sélection
Junior Ndiaye est international français en équipes de jeunes. En avril 2022, il est sélectionné avec l'équipe de France des moins de 17 ans pour l'Euro 2022, aux côtés de son coéquipier montpellierain Axel Gueguin,.
Lors de la compétition continentale il est remplaçant, jouant seulement le dernier match de poule face au Pays-bas — titulaire et passeur décisif sur le but de Zoumana Diallo lors de cette défaite 3-1 —, la France éliminant ensuite aux tirs au but l'Allemagne et le Portugal,, pour finalement prendre sa revanche face aux Néerlandais en finale, remportant le championnat européen.

## Style de jeu
Avant-centre également capable d'évoluer sur le coté, Junior Ndiaye est décrit comme un attaquant « intelligent et cultivé », brillant autant par ses réalisations que par sa capacité à peser sur la défense et à créer de l'espace pour ses coéquipiers.
Il fait ainsi montre de toute sa science du jeu et ses qualités physiques autant comme pivot que pour attaquer la profondeur.

## Palmarès
France -17 ans
- Championnat d'Europe -17 ans (1) :
  - Vainqueur : 2022.